# Aoplus planinotum
Aoplus planinotum is een insect dat behoort tot de orde vliesvleugeligen (Hymenoptera) en de familie van de gewone sluipwespen (Ichneumonidae). De wetenschappelijke naam van de soort werd voor het eerst geldig gepubliceerd door Claude Morley in 1919. De specimens die Morley beschreef waren afkomstig uit Algerije.